# Kovalevisargus clarigenus
Kovalevisargus clarigenus is een uitgestorven vliegensoort uit de familie Kovalevisargidae. De wetenschappelijke naam van de soort is voor het eerst geldig gepubliceerd in 1997 door Mostovski.